# ジョーカナチャン
ジョーカナチャン（欧字名:Jo Kana Chan、2015年2月3日 - ）は、日本の競走馬、繁殖牝馬。
主な勝ち鞍は、2020年のアイビスサマーダッシュ（GIII）。
アーモンドアイやダノンスマッシュなどと同じ、ロードカナロアの初年度産駒であり、500万円以下以降3連勝でオープンクラスに昇格した。直後に2度目の骨折を経験するも復帰し、アイビスサマーダッシュを制覇、ライオンボスの連覇を阻む重賞勝利であった。通算5勝中3勝は新潟競馬場の直線コース、芝1000メートルのものである。

## 経歴

### デビューまで
母のラッキーダイスは、2007年に社台ファームで生産されたネオユニヴァース産駒である。アントニー・クラストゥスが騎乗した未勝利戦勝利のみの1勝で、13戦に出走した。引退後は社台ファームで繁殖牝馬となり、初仔であるクロフネ産駒のメガミチャンは、後に名古屋競馬場で7勝を挙げ、繁殖牝馬となった。ラッキーダイスは、2年目と3年目はメイショウサムソン、クロフネと種付けを実施したものの、競走馬を残すことができなかった。
ラッキーダイスの4年目の種付けは、種牡馬として初めての年となるロードカナロアが選ばれる。2015年2月3日、1993年から北海道新冠町で牧場を経営し、毎年5頭ほどの生産を行っている三村卓也の下で、後のジョーカナチャンが誕生する。
生まれたときは標準的な体型だったが、10日後には尻の部分が大きくなり、三村は父ロードカナロアを実感したという。
所有することなった上田江吏子が用いる冠名「ジョー」に、父ロードカナロアの「カナ」、呼称に用いられる「チャン」を組み合わせた「ジョーカナチャン」と命名され、栗東トレーニングセンターの松下武士厩舎に預けられる。

### 競走馬時代
2017年12月17日、阪神競馬場の新馬戦（芝1400メートル）に武豊を鞍上に据えてデビュー。後にフィリーズレビュー（GII）を勝利するリバティハイツが単勝オッズ2.1倍の1番人気に支持される中、13.8倍の4番人気で出走し、道中2番手で進んだものの、最後の直線で後退し6着に敗れた。3歳となり2018年1月14日、京都競馬場の未勝利戦では池添謙一に乗り替わり、ダート戦に出走し初勝利。12.2倍の4番人気だったが、後方に1馬身離してのものであった。優馬はこの勝利を「3点」（500万円以下クラス）と評価した。
その後、芝に戻り1200メートルの競走に相次いで出走したが勝利を挙げられなかった。4月1日、未勝利戦勝利から3戦目となる500万円以下では初勝利のダートに戻って勝利、ハナ差での決着となった。騎乗した池添はレース中に外側に張る点を「乗りやすさがほしいところ」と指摘。また芝で「甘くなるところ」をダートで補えるとした。
間隔が空き、飛翼特別（1000万円以下）で復帰。鮫島克駿に乗り替わり、43.9倍の13番人気という「低評価」で出走した。良いスタートを決めて馬場の外に位置取り、ジュリーハーツをクビ差退けて勝利、2連勝。休養し、4歳となると、2019年4月27日の駿馬ステークス（1600万円以下）に出走。再び新潟の直線コースに、幸英明に乗り替わって参戦した。スタートから楽に先行し、外ラチ沿いで逃げの手を打った。そのまま後方に4分の3馬身離して勝利、オープンクラスに昇格した。3連勝かつ直線競馬2連勝に、週刊Gallopは「よほど相性が良いのだろう」と分析、幸も「この舞台が合っています（中略）能力の高い馬だと思います」と表した。
しかし、レース直後に左前脚の骨折が判明、自身2度目の骨折となった。判明直後に松下は「秋の新潟に間に合わせたい」とし宣言。その通りに秋の新潟開催であるオープンクラス初戦、ルミエールオータムダッシュ（L）に出走した。菱田裕二に乗り替わり参戦したものの、10着に敗退した。5歳となり、淀短距離ステークス（L）では13番人気ながら、1着のアイラブテーラーに2分の1馬身迫る2着。直線コースで行われる韋駄天ステークス（OP）でもライオンボスにアタマ差の2着となるなど、2020年の上半期はいずれも0.3秒以内の「惜敗」であった。
7月26日、得意の直線コースで行われる唯一のJRA重賞であるアイビスサマーダッシュ（GIII）に出走、初めて重賞に参戦することとなった。2019年の覇者で連覇を狙うライオンボスが2.4倍の1番人気に推される中、次いで7.8倍の2番人気の支持となった。通常より半歩遅くスタートしたが、二の脚先手を主張し、有利とされる外側を確保。逃げの手を打ち、ライオンボスがその後ろから追い上げる格好となった。しかし、そのまま逃げ切りライオンボスをアタマ差退けて勝利、重賞初制覇となった。菱田は1年7か月ぶり3度目の重賞勝利となった。
続いてサマースプリントシリーズの第4戦、北九州記念（GIII）に出走し、7着。秋の京阪杯（GIII）も12着に敗退した。12月13日、3歳の春以来となるダートのカペラステークス（GIII）に出走し、最下位となったのを最後に引退を発表。12月17日付でJRAの競走馬登録を抹消した。引退後は、北海道日高郡新ひだか町の平野牧場で繁殖牝馬となる。

## 競走成績
以下の内容は、netkeiba.comの情報に基づく。
| 競走日     | 競馬場 | 競走名          | 格       | 距離（馬場）  | 頭 数 | 枠 番 | 馬 番 | オッズ （人気） | 着順 | タイム （上がり3F） | 着差 | 騎手      | 斤量 [kg] | 1着馬（2着馬）         | 馬体重 [kg] |
| ---------- | ------ | --------------- | -------- | ------------- | ----- | ----- | ----- | --------------- | ---- | ------------------- | ---- | --------- | --------- | ---------------------- | ----------- |
| 2017.12.17 | 阪神   | 2歳新馬         |          | 芝1400m（良） | 18    | 5     | 9     | 013.80（4人）   | 06着 | 01:22.8（36.8）     | -0.6 | 0武豊     | 54        | エアシンフォニー       | 448         |
| 2018.01.14 | 京都   | 3歳未勝利       |          | ダ1400m（稍） | 16    | 6     | 12    | 012.20（4人）   | 01着 | 01:27.1（38.5）     | -0.2 | 0池添謙一 | 54        | （スーブレット）       | 442         |
| 0000.01.28 | 京都   | 若菜賞          | 500万下  | 芝1200m（良） | 12    | 6     | 7     | 017.00（7人）   | 06着 | 01:10.6（35.0）     | -0.2 | 0池添謙一 | 54        | オジョーノキセキ       | 438         |
| 0000.03.17 | 阪神   | 3歳500万下      |          | 芝1200m（良） | 14    | 7     | 12    | 032.40（8人）   | 08着 | 01:09.9（34.9）     | -0.4 | 0藤岡佑介 | 54        | エイシンデネブ         | 434         |
| 0000.04.01 | 阪神   | 3歳500万下      |          | ダ1200m（良） | 16    | 8     | 15    | 015.30（6人）   | 01着 | 01:13.4（38.4）     | -0.0 | 0池添謙一 | 54        | （スターリーウォリア） | 434         |
| 0000.10.20 | 新潟   | 飛翼特別        | 1000万下 | 芝1000m（稍） | 18    | 3     | 6     | 043.9（13人）   | 01着 | 00:55.0（32.7）     | -0.0 | 0鮫島克駿 | 51        | （ジュリーハーツ）     | 452         |
| 2019.04.27 | 新潟   | 駿風S           | 1600万下 | 芝1000m（重） | 13    | 7     | 11    | 004.70（2人）   | 01着 | 00:55.6（33.3）     | -0.1 | 0幸英明   | 55        | （ブラッククローバー） | 444         |
| 0000.10.27 | 新潟   | ルミエールAD    | L        | 芝1000m（稍） | 18    | 2     | 4     | 011.40（4人）   | 10着 | 00:56.8（34.4）     | -0.4 | 0菱田裕二 | 54        | レジーナフォルテ       | 462         |
| 2020.01.11 | 京都   | 淀短距離S       | L        | 芝1200m（良） | 15    | 7     | 13    | 085.6（13人）   | 02着 | 01:09.7（34.9）     | -0.1 | 0菱田裕二 | 54        | アイラブテーラー       | 464         |
| 0000.02.16 | 小倉   | 北九州短距離S   | OP       | 芝1200m（重） | 17    | 7     | 14    | 009.30（5人）   | 05着 | 01:10.3（36.6）     | -0.3 | 0菱田裕二 | 54        | シヴァージ             | 454         |
| 0000.05.24 | 新潟   | 韋駄天S         | OP       | 芝1000m（良） | 16    | 7     | 14    | 006.80（5人）   | 02着 | 00:54.2（32.3）     | -0.0 | 0菱田裕二 | 53        | ライオンボス           | 460         |
| 0000.07.26 | 新潟   | アイビスサマーD | GIII     | 芝1000m（良） | 18    | 5     | 9     | 007.80（2人）   | 01着 | 00:54.5（32.8）     | -0.0 | 0菱田裕二 | 54        | （ライオンボス）       | 460         |
| 0000.08.23 | 小倉   | 北九州記念      | GIII     | 芝1200m（稍） | 18    | 8     | 18    | 011.90（5人）   | 07着 | 01:08.3（35.6）     | -0.5 | 0菱田裕二 | 55        | レッドアンシェル       | 464         |
| 0000.11.29 | 阪神   | 京阪杯          | GIII     | 芝1200m（良） | 16    | 4     | 8     | 010.80（6人）   | 12着 | 01:09.0（35.2）     | -0.8 | 0菱田裕二 | 54        | フィアーノロマーノ     | 466         |
| 0000.12.13 | 中山   | カペラS         | GIII     | ダ1200m（良） | 16    | 3     | 6     | 049.7（12人）   | 16着 | 01:11.9（38.2）     | -2.1 | 0石橋脩   | 55        | ジャスティン           | 458         |

## 繁殖成績
|       | 馬名                   | 生年   | 性 | 毛色   | 父                       | 馬主 | 厩舎 | 戦績           |
| ----- | ---------------------- | ------ | -- | ------ | ------------------------ | ---- | ---- | -------------- |
| 初仔  | ジョーヴェスタ         | 2023年 | 牝 | 青鹿毛 | パイロ                   |      |      | （デビュー前） |
| 2番仔 | ジョーカナチャンの2024 | 2024年 | 牝 | 黒鹿毛 | アメリカンペイトリオット |      |      |                |

- 2025年4月11日現在

## 血統表
| ジョーカナチャンの血統      | ジョーカナチャンの血統           | ジョーカナチャンの血統 | （血統表の出典）  | （血統表の出典）  |
| 父系                        | キングマンボ系                   | キングマンボ系         | キングマンボ系    |                   |
| 父 ロードカナロア 2008 鹿毛 | 父の父キングカメハメハ 2001 鹿毛 | Kingmanbo              | Mr.Prospector     | Mr.Prospector     |
| 父 ロードカナロア 2008 鹿毛 | 父の父キングカメハメハ 2001 鹿毛 | Kingmanbo              | Miesque           |                   |
| 父 ロードカナロア 2008 鹿毛 | 父の父キングカメハメハ 2001 鹿毛 | *マンファス            | *ラストタイクーン | *ラストタイクーン |
| 父 ロードカナロア 2008 鹿毛 | 父の父キングカメハメハ 2001 鹿毛 | *マンファス            | Pilot Bird        |                   |
| 父 ロードカナロア 2008 鹿毛 | 父の母レディブラッサム 1996 鹿毛 | Storm Cat              | Storm Bird        | Storm Bird        |
| 父 ロードカナロア 2008 鹿毛 | 父の母レディブラッサム 1996 鹿毛 | Storm Cat              | Terlingua         |                   |
| 父 ロードカナロア 2008 鹿毛 | 父の母レディブラッサム 1996 鹿毛 | *サラトガデュー        | Cormorant         | Cormorant         |
| 父 ロードカナロア 2008 鹿毛 | 父の母レディブラッサム 1996 鹿毛 | *サラトガデュー        | Super Luna        |                   |
| 母 ラッキーダイス 2007 栗毛 | 母の父ネオユニヴァース 2000 鹿毛 | *サンデーサイレンス    | Halo              | Halo              |
| 母 ラッキーダイス 2007 栗毛 | 母の父ネオユニヴァース 2000 鹿毛 | *サンデーサイレンス    | Wishing Well      |                   |
| 母 ラッキーダイス 2007 栗毛 | 母の父ネオユニヴァース 2000 鹿毛 | *ポインテッドパス      | Kris              | Kris              |
| 母 ラッキーダイス 2007 栗毛 | 母の父ネオユニヴァース 2000 鹿毛 | *ポインテッドパス      | Silken Way        |                   |
| 母 ラッキーダイス 2007 栗毛 | 母の母*ミスベガス 2001 鹿毛      | Efisio                 | Formidable        | Formidable        |
| 母 ラッキーダイス 2007 栗毛 | 母の母*ミスベガス 2001 鹿毛      | Efisio                 | Eldoret           |                   |
| 母 ラッキーダイス 2007 栗毛 | 母の母*ミスベガス 2001 鹿毛      | Dwingeloo              | Dancing Dissident | Dancing Dissident |
| 母 ラッキーダイス 2007 栗毛 | 母の母*ミスベガス 2001 鹿毛      | Dwingeloo              | Thank One's Stars |                   |
| 母系(F-No.)                 | (FN:12-b)                        | (FN:12-b)              | (FN:12-b)         | [ § 2 ]           |
| 5代内の近親交配             | Nureyev 5×5                      | Nureyev 5×5            | Nureyev 5×5       | [ § 3 ]           |
| 出典                        | 1. 2. 3.                         | 1. 2. 3.               | 1. 2. 3.          | 1. 2. 3.          |

- 母ラッキーダイスの半兄ダイワプリベール（父:エンパイアメーカー）は、2008年の芙蓉ステークス（OP）勝ち馬[31]。